# 晴川閣
晴川閣位於武漢市漢陽區龜山東麓、洗馬長街的禹功磯上，北為漢水，東為長江，與黃鶴樓隔江相望。
晴川閣景區的整体建設從1984年開始復建，歷5年而完成，是武漢市著名的文物旅游景觀。整個晴川閣佔地約8000平方米，主要由晴川樓、禹稷行宮、鐵門關三大主體建築和其他附屬建築群組成。 
1992年，禹稷行宮被湖北省政府公佈為省級文物保護單位。此後又獲選為湖北省十佳文博單位，并被國家旅游局評定為AAA級景區。2013年被增补为第七批全国重点文物保护单位。

## 晴川樓

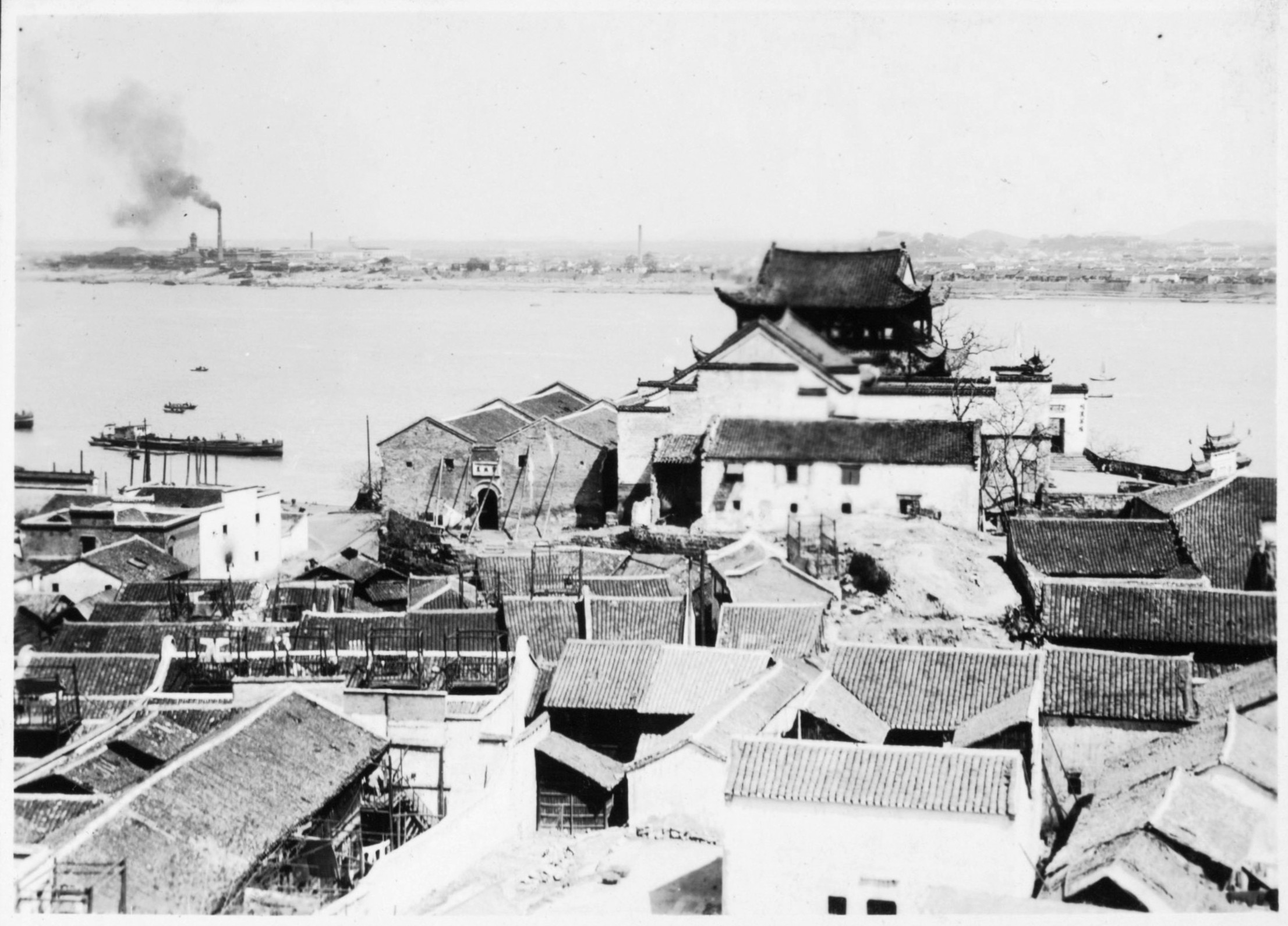
約1937年，睛川閣望向武昌，《亜細亜大観》圖集

晴川樓於嘉靖年間（公元1547－1549年）漢陽知府范之箴為纪念大禹治水而修建的，樓名取自唐朝詩人崔灝詩中的「晴川歷歷漢陽樹」，與黃鶴樓、岳陽樓、仲宣樓合稱爲楚天四大名樓，晴川樓又被譽為之楚勝地、楚國晴川第一樓。晴川樓曾於辛亥革命時焚毀，現存建築是在1983年復建的，佔地約386平方米，樓高17.5米。

## 禹稷行宮
禹稷行宮，原名大禹廟，建於南宋紹興年間，成為武漢歷代祭祀大禹之地。明天啟年間（1621－1627年）改名禹稷行宮。現存建築是清同治二年（1863年）修建。禹稷行宮佔地約380平方米，大殿內是水利建設的展覽館，大殿右側有禹碑亭，左面是禹功磯。 

## 鐵門關
鐵門關建於三國時期。從三國時期到唐初，鐵門關一直是武漢的軍事要塞。唐武德四年（公元621年），漢陽建磚城之後，鐵門關的軍事作用日減，逐漸成為文化、經貿交流的一條重要通道。鐵門關於1993年復建後，佔地約800平方米，通高為26米。

## 交通
多路公車皆可到達晴川閣：30路、561路、45路、108路、531路、532路及535路。
晴川閣對出也設有碼頭，提供渡輪來往長江兩岸。